# Darevskia lindholmi
Darevskia lindholmi este o specie de șopârle din genul Darevskia, familia Lacertidae, ordinul Squamata, descrisă de Amédée Louis Lantz și Cyrén 1936. Conform Catalogue of Life specia Darevskia lindholmi nu are subspecii cunoscute.